# 블레어 레드퍼드
블레어 레드퍼드(Blair Redford, 1983년 7월 27일 ~ )는 미국의 배우이다.

## 출연 작품

### 영화
- The Other Side (2006)
- 지구가 멈추는 날 (2008)
- 댄스 오브 더 데드 (2008, Dance of the Dead)
- 버레스크 (2010)
- VHS 3 (2014, V/H/S: Viral)
- 어 걸 라이크 그레이스 (2015, A Girl Like Grace)

### 텔레비전
- 더 영 앤 더 레스트리스 (2005-06)
- 옥토버 로드 (2007)
- 더 라잉 게임 (2011-13)
- 스위치드 앳 버스 (2011-13)
- 새티스팩션 (2014, Satisfaction)